# Убол Ратана

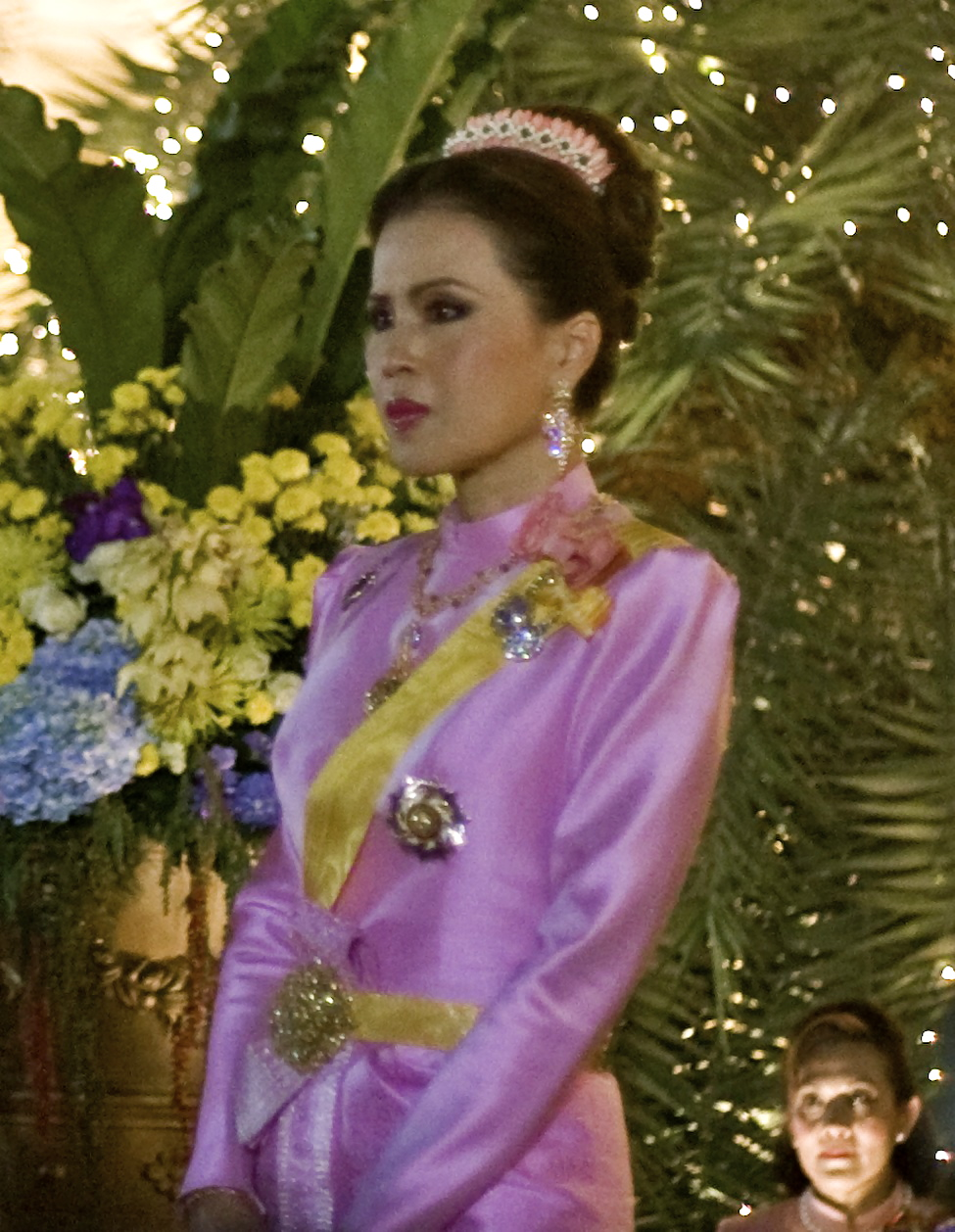
Принцесса в 2009 году

Убол Ратана (тайск. อุบลรัตน; род. 5 апреля 1951, Лозанна, Швейцария) ― принцесса Таиланда и старший ребёнок короля Пхумипона Адульядета и королевы Сирикит.

## Биография
Родилась 5 апреля 1951 года в городе Лозанна, Швейцария. Детство провела во дворце Дусит в Бангкоке. С раннего детства принимала участие в королевских церемониях. Участвовала в Играх полуострова Юго-Восточной Азии 1967 года, состязалась в парусном спорте вместе со своим отцом, королём Пхумипоном Адульядетом. Оба они выиграли золотые медали.
Училась в Массачусетском технологическом институте по специальности математика и биохимия, а также Калифорнийском университете в Лос-Анджелесе, где получила степень магистра в области здравоохранения.
В 1972 году отказалась от своего августейшего титула и поселилась в США вместе с мужем Питером Лэдд Дженсеном, однако после развода в 1998 году вернулась в Таиланд в 2001 году.
Проведя множество визитов в Таиланд после развода, в 2001 году она решила навсегда вернуться на родину. Почти сразу после её возвращения начала принимать участие в королевских церемониях. Является учредителем множества благотворительных фондов, направленных на улучшение благосостояния народа Таиланда. 
Наиболее успешным и получившим широкую огласку в средствах массовых информации был её проект под названием «Стань номером один». Проект был учреждён в 2007 году и был направлен на борьбу с потреблением наркотических средств и на воспитание тайской молодёжи. 
Посчитав, что поп-культура является самым быстрым и наиболее эффективным способом, позволяющим влиять на молодёжь и собрать средства для её благотворительных фондов, она решила принять участие в съёмках многих таиландских фильмов и сериалов. Самыми заметными из этих работ был фильм 2008 года под названием «Где случается чудо» и мини-сериал 2017 года Dow Long Fah, Pupa See Ngern.
В 2019 году партия Таи Ракса Чарт, союзница оппозиционера Таксина Чиннавата, выдвинула кандидатуру принцессы на пост премьер-министра страны. Король Таиланда Маха Вачиралонгкорн (Рама X) уже спустя несколько часов попытался заблокировать неожиданное решение своей старшей сестры баллотироваться на должность премьера. Вскоре после этого партия была вынуждена отозвать поддержку её кандидатуры.

## Семья
25 июля 1972 года Убол Ратана отказалась от своего титула, чтобы выйти замуж за американца Питера Лэдд Дженсена. Жила в США с мужем на протяжении 26 лет. Дженсен, как иностранец, не мог получить титула. Они развелись в 1998 году. Убол Ратана и её дети проживали в Сан-Диего до 2001 года, после чего они вернулись в Таиланд.
Убол Ратан и Питер Лэдд Дженсен имеют троих детей: двух дочерей и сына, все родились в США.
- Хун Плойпаилин Дженсен (род. 12 февраля 1981)
- Хун Бхуми Дженсен (16 августа 1983 года ― 26 декабря 2004 года), страдал аутизмом, погиб в 2004 году во время землетрясения и цунами в Индийском океане[3]. Позднее принцесса учредила благотворительный фонд его памяти, направленный на помощь детям с аутизмом.
- Хун Сирикития Дженсен (род. 18 марта 1985)